# فلوایندیون
فلوایندیون (به انگلیسی: Fluindione) یک ترکیب شیمیایی با شناسه پاب‌کم ۶۸۹۴۲ است. 